# كارلتون شابمان
كارلتون شابمان (13 أبريل 1971 في الهند - 12 أكتوبر 2020) هو مدرب كرة قدم ولاعب كرة قدم هندي في مركز الوسط. شارك مع منتخب الهند لكرة القدم. أما مع النوادي، فقد لعب مع نادي إيست بنغال ونادي موهون باغان ونادي كوتشي لكرة القدم ‏ ونادي جاجاتجيت للقطن والمنسوجات ‏ وأكاديمية تاتا لكرة القدم ‏.

## وصلات خارجية
- كارلتون شابمان على موقع الاتحاد الدولي (مؤرشف)  (الإنجليزية)
- كارلتون شابمان على موقع قاعدة بيانات كرة القدم.إي يو (الإنجليزية)
- كارلتون شابمان على موقع ناشيونال فوتبول تيمز (الإنجليزية)